# Winkelman (Arizona)
Winkelman is een plaats (town) in de Amerikaanse staat Arizona, en valt bestuurlijk gezien onder Gila County en Pinal County.

## Demografie
Bij de volkstelling in 2000 werd het aantal inwoners vastgesteld op 443.
In 2006 is het aantal inwoners door het United States Census Bureau geschat op 440, een daling van 3 (-0,7%).

## Geografie
Volgens het United States Census Bureau beslaat de plaats een oppervlakte van
1,9 km², geheel bestaande uit land. Winkelman ligt op ongeveer 593 m boven zeeniveau.

## Plaatsen in de nabije omgeving
De onderstaande figuur toont nabijgelegen plaatsen in een straal van 48 km rond Winkelman.